# Pianoconcert nr. 14 (Mozart)
Pianoconcert nr. 14 in Es majeur, KV 449, is een pianoconcert van Wolfgang Amadeus Mozart. Hij voltooit het stuk op 9 februari 1784.

## Orkestratie
Het pianoconcert is geschreven voor:
- Twee hobo's
- Twee hoorns
- Pianoforte
- Strijkers

## Onderdelen
Het pianoconcert bestaat uit drie delen:
1. Allegro vivace
2. Andantino
3. Allegro ma non troppo